# Elisa Di Eusanio
Elisa Di Eusanio (* 12. August 1980 in Teramo) ist eine italienische Schauspielerin.

## Leben
Elisa Di Eusanio absolvierte das Gymnasium „Melchiorre Delfico“ in Teramo und verbrachte ihre Kindheit und Jugend im Kunst- und Unterhaltungslabor ihrer Mutter, wo sie Tanzkurse besuchte. 1998 absolvierte sie ein Jahr an der Theaterschule „Spazio Tre“ in Teramo, die von Silvio Araclio geleitet wurde. Nach ihrem Abschluss zog sie nach Rom und wurde in die Nationale Akademie für Schauspielkunst „Silvio D’Amico“ aufgenommen, wo sie 2002 ihren Abschluss als Schauspielerin machte. Im selben Jahr gewann sie in Syrakus den Preis „Salvo Randone“ als aufstrebende Schauspielerin.
Später wechselte sie zu Carlo Giuffré und spielte zwei Spielzeiten lang die Rolle der Gemma in dem Stück „Miseria e nobiltà“. Ihr Debüt im Kino fand 2007 in der Filmkomödie Come tu mi vuoi statt, in der der Regisseur Volfango De Biasi sie für die Rolle der Sara ausgewählt hatte. In dem zweiteiligen italienischen Fernsehfilm Cinderella – Ein Liebesmärchen in Rom von 2011 war Di Eusanio als Lucia besetzt, eine der Schwestern der von Vanessa Hessler verkörperten Titelfigur.
2017 wurde Elisa Di Eusanio von Carlo Verdone für seine Filmkomödie „Benedetta follia“ ausgewählt.